# Eremita (tarot)
Eremita (Pustelnik) – karta tarota należąca do Wielkich Arkanów, oznaczana numerem 9 (IX).
Inne nazwy: Saturn, Czas, Garbus, Starzec, Mnich, Mędrzec, Prorok Wiecznego Czasu.

## Wygląd
Na karcie widoczny jest zgarbiony, brodaty starzec. Ubrany jest w habit albo pelerynę. Podpiera się laską, jednocześnie oświetlając lampą drogę przed sobą lub trzyma w dłoni klepsydrę.

## Znaczenie
Karta Eremity oznacza mądrość, doświadczenie, umiejętność podejmowania ważnych decyzji, uporządkowanie życia. Kojarzona bywa z zainteresowaniem psychologią, sztukami magicznymi i poszukiwaniem drogi do poznania prawdy. Bywa też symbolem samotności i opuszczenia, czy też zamknięcia się w sobie.

## Galeria

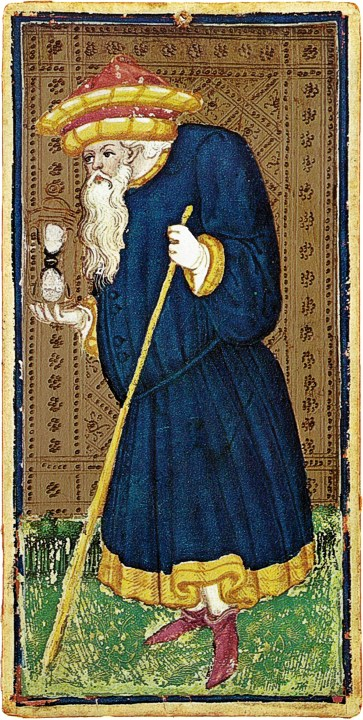
Eremita z talii tarota Viscontich-Sforzów ze zbiorów Pierpont Morgan-Bergamo (XV wiek) – reprodukcja
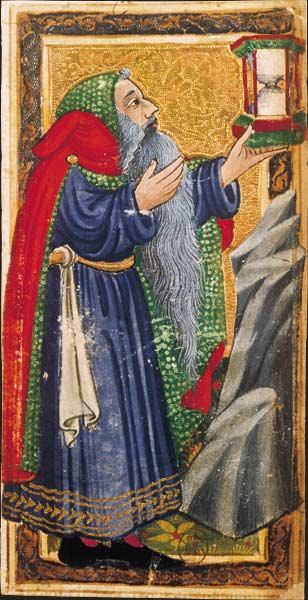
Eremita z talii Karola VI (XV wiek).
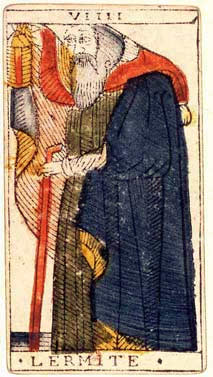
Eremita z talii tarota marsylskiego Jeana Dodala (XVIII wiek).